# Joan Macias
Joan Macias   (Ribera del Fresno, 2 de març de 1585 - Lima, 16 de setembre de 1645) fou un religiós i sant dominic espanyol que evangelitzà el Perú a partir del 1620. Fou canonitzat el 1975 per Pau VI.

## Biografia
Fill de Pedro de Arcas i de Juana Sánchez, però el sobrenom li prové de les terres de pastors on va viure, que s'anomenaven "las Macías". Va quedar orfe amb quatre anys sota la tutela d'un oncle que el va fer treballar de pastor. Va abandonar la casa familiar quan tenia vint-i-vuit anys.
Va conèixer un comerciant, amb qui va treballar i fer un primer viatge a Amèrica. Va arribar primer a Cartagena de Indias (Colòmbia), i després a Nova Granada, passant per Pasto i per Quito (Equador), i finalment va arribar al Virregnat del Perú, on es va quedar fins a la seva mort. La seva primera acció en arribar-hi fou la d'indagar sobre l'Orde de Predicadors, a la qual volia entrar per servir Déu d'acord amb la vocació que va sentir a vint anys.
Confiat a la seva especialitat, va treballar amb pagesos als afores de la ciutat i allà va néixer la seva vocació a la vida religiosa. La seva extrema bondat feia que freqüentment repartís el poc que tenia entre els pobres, feia tasques socials i donava suport a l'Orde de Predicadors com a germà llec al convent de Santa Maria Magdalena, on finalment fou admès i després, el 23 de gener del 1622, va prendre l'hàbit. Un any després va fer els vots definitius, el 25 de gener del 1623.
Sant Joan Macias fou amic íntim de Sant Martí de Porres i coetani a Santa Rosa de Lima. Foren els tres sants dominics que, al segle xvii, van animar la vida cristiana a la ciutat de Lima.

### Conseller de rics i de pobres
Ja al convent estant, Sant Joan Macias va marcar la seva vida en la pregària profunda, la penitència i la caritat, però a causa d'això va patir una greu malaltia per la qual va haver de ser intervingut en una operació perillosa. Tanmateix, mai no va descuidar els més necessitats, els qui ajudava des de la porta del convent. Era freqüent veure pidolaires, malalts i abandonats de tot Lima que hi acudien cercant consol. La classe alta, qui eren anomenats "pobres vergonyants" tampoc no era aliena als seus consells, fins i tot el propi Virrei Toledo i la noblesa de Lima acudien a ell. Sant Joan Macias tenia cura, fins i tot, que els rics caiguts en desgràcia econòmica no fossin vistos perquè no els causés pena i dolor. No distingia entre les persones i ajudava tothom que necessités un tros de pa o una paraula de consol.